# Āq Toqeh-ye Jadīd
Āq Toqeh-ye Jadīd (persiska: آق تقه جدید, آقلُقِّه, آقتوگِه, آق توقِه, آق تُقِه) är en ort i Iran.   Den ligger i provinsen Golestan, i den norra delen av landet, 400 km nordost om huvudstaden Teheran. Āq Toqeh-ye Jadīd ligger 133 meter över havet och antalet invånare är 461.
Terrängen runt Āq Toqeh-ye Jadīd är platt.Runt Āq Toqeh-ye Jadīd är det ganska tätbefolkat, med 54 invånare per kvadratkilometer. Närmaste större samhälle är Qarah Gol-e Gharbī, 8,0 km sydväst om Āq Toqeh-ye Jadīd. Omgivningarna runt Āq Toqeh-ye Jadīd är i huvudsak ett öppet busklandskap.